# Léon Marchand
Léon Marchand (Toulouse, 17 de mayo de 2002) es un deportista francés que compite en natación, especialista en los estilos mariposa y combinado; cuatro veces campeón olímpico en París 2024 y siete veces campeón mundial.

## Trayectoria
Participó en dos Juegos Olímpicos de Verano, obteniendo cinco medallas en París 2024, oro en las pruebas de 200 m braza, 200 m mariposa, 200 m estilos y 400 m estilos y bronce en 4 × 100 m estilos, y el sexto lugar en Tokio 2020, en 400 m estilos.
Ganó nueve medallas en el Campeonato Mundial de Natación entre los años 2022 y 2025.
En julio de 2023 estableció una nueva plusmarca mundial de los 400 m estilos (4:02,50). En julio de 2025 marcó una nueva plusmarca mundial de los  200 m estilos (1:52,69). En piscina corta batió en noviembre de 2024 el récord mundial de los 200 m estilos (1:48,88).
En 2024 fue nombrado caballero de la Legión de Honor y también fue elegido «Nadador del Año» por World Aquatics.
Estudió Ciencias de la Computación en la Universidad Estatal de Arizona. Su padre Xavier y su tío Christophe Marchand compitieron en el mismo deporte.

## Palmarés internacional
| Juegos Olímpicos   | Juegos Olímpicos    | Juegos Olímpicos  | Juegos Olímpicos  |
| Año                | Lugar               | Medalla           | Prueba            |
| ------------------ | ------------------- | ----------------- | ----------------- |
| 2024               | París (Francia)     | Medalla de oro    | 200 m braza       |
| 2024               | París (Francia)     | Medalla de oro    | 200 m mariposa    |
| 2024               | París (Francia)     | Medalla de oro    | 200 m estilos     |
| 2024               | París (Francia)     | Medalla de oro    | 400 m estilos     |
| 2024               | París (Francia)     | Medalla de bronce | 4 × 100 m estilos |
| Campeonato Mundial |                     |                   |                   |
| Año                | Lugar               | Medalla           | Prueba            |
| 2022               | Budapest (Hungría)  | Medalla de oro    | 200 m estilos     |
| 2022               | Budapest (Hungría)  | Medalla de oro    | 400 m estilos     |
| 2022               | Budapest (Hungría)  | Medalla de plata  | 200 m mariposa    |
| 2023               | Fukuoka (Japón)     | Medalla de oro    | 200 m mariposa    |
| 2023               | Fukuoka (Japón)     | Medalla de oro    | 200 m estilos     |
| 2023               | Fukuoka (Japón)     | Medalla de oro    | 400 m estilos     |
| 2025               | Singapur (Singapur) | Medalla de oro    | 200 m estilos     |
| 2025               | Singapur (Singapur) | Medalla de oro    | 400 m estilos     |
| 2025               | Singapur (Singapur) | Medalla de plata  | 4 × 100 m estilos |